# Romolo
Romolo – stacja metra w Mediolanie, na linii M2. Znajduje się na viale Romolo, w Mediolanie i zlokalizowana jest pomiędzy stacjami Porta Genova, a Famagosta. Została otwarta w 1985.